# José da Silva Baptista
José da Silva Baptista (Lisboa, 17 de Março de 1914 - Lisboa, 3 Dezembro de 2010) foi procurador da Câmara Corporativa de 1949 a 1969. Foi editor da revista "A Cooperação", uma revista mensal de cultura, informação e divulgação técnica. Foi presidente da Câmara Municipal de Loures de 1969 a 1970.

## Carreira Profissional
- Presidente do Conselho Administrativo da Escola de Panificação de Lisboa.
- Presidente da Cooperativa Abastecedora de Industriais de Panificação.
- Fundador e dirigente da Colónia Infantil de Férias da Indústria da Panificação.
- Fundador e dirigente da Fábrica de Moagem e Panificação Nova Moapão, fundada em 11 Abril de 1973.[5]

## Perfil Político-Ideológico
- Comandante do Batalhão n.º 3 da Legião Portuguesa, de que recebeu as medalhas de Prata de Bom Comportamento, Assiduidade, Dedicação e de Mérito

- Chefe da Acção Escolar Vanguarda de Castelo de Vide
- Membro da União Nacional

## Carreira Político-Administrativa
- Presidente do Grémio dos Industriais de Panificação de Lisboa, em cuja qualidade integrou a Câmara Corporativa, pela indústria de panificação

- Vogal do Conselho Geral do Instituto Nacional do Pão
- Vogal da Caixa Sindical de Previdência da Panificação, Moagem e Massas Alimentícias
- Vogal do Conselho Geral da Corporação da Indústria
- Vogal do Conselho Geral do Instituto Nacional do Trabalho e Previdência
- Presidente da Câmara Municipal de Loures 1969-1970

## Carreira Parlamentar

#### V Legislatura (1949-1953)
- 1.ª − Seccão de Cereais e pecuária

#### VII Legislatura (1957-1961)
- Seccão de Indústrias transformadoras (4.ª Subsecção − Outras indústrias transformadoras).
- 3/VII – Projecto do II Plano de Fomento (1959-1964) METRÓPOLE – ANEXO II – Pesca Indústrias extractivas e transformadoras.

- 3/VII – Projecto do II Plano de Fomento (1959-1964) METRÓPOLE – Parecer subsidiário – Electricidade.
- 45/VII – Regime do contrato de trabalho.

#### IX Legislatura (1965-1969)
- Seccão de Indústria (5.a Subsecção – Alimentação).
- Projecto do III Plano de Fomento, para 1968-1973 − Continente e ilhas – ANEXO IV − Indústrias extractivas e transformadoras.